# Davor Štefanek
Davor Štefanek, född 12 september 1985 i Subotica, är en serbisk brottare som vann guld i 66 kg grekisk-romersk stil vid Olympiska sommarspelen 2016. Därmed blev han den förste från Serbien att vinna ett OS-guld i brottning.
Štefanek deltog även vid Olympiska sommarspelen 2004 och Olympiska sommarspelen 2008, 2004 representerade han Serbien och Montenegro.